# Llibre de l'orde de cavalleria
El Llibre de l'orde de cavalleria va ser redactat per Ramon Llull entre 1274 i 1276, poc després de viure la Il·luminació al puig de Randa, que va precedir l'Art Lul·liana. Es pensa que el llibre va ser escrit entre aquestes dates, perquè fa al·lusió a l'Art abreujada d'atrobar la veritat (1274) i apareix anomenat a Doctrina Pueril (1276). Cal afegir, que aquest és l'únic llibre sobre l'estament militar de Ramon Llull.
Dividit en un pròleg i set capítols, el Llibre de l'orde de cavalleria és un recull dels sabers i de les virtuts que ha de tenir qualsevol cavaller, i dels vicis que ha d'evitar. Aquest llibre basa l'estament de la cavalleria en la defensa de la fe, la fidelitat a la monarquia i el respecte cap als estaments socials inferiors. Cal remarcar que Llull aprofita aquest llibre per demanar una escola de cavalleria que pugui instruir els cavallers.
El pròleg serveix per introduir el contingut del llibre, ja que se'ns presenta un jove escuder que, endormiscat damunt el seu cavall, arriba davant un cavaller retirat que li explica tot el que cal saber sobre la cavalleria. Els capítols del llibre tracten sobre l'origen i els inicis de la cavalleria, les funcions que ha de tenir un cavaller en el seu ofici, l'examen que ha de passar l'aspirant a cavaller, el ritu d'adobament, el simbolisme de les armes del cavaller, l'ètica i els costums del cavaller, i els honors que corresponen als cavallers.
El llibre de l'orde de cavalleria va tenir una gran difusió i va ser traduït a diferents llengües. Una prova de la seva difusió és que apareix implícit al Tirant lo Blanc de Joanot Martorell, essent el llibre que el vell cavaller està llegint quan Tirant arriba a casa seva.